# Talis
Talis is een geslacht van vlinders van de familie grasmotten (Crambidae), uit de onderfamilie Crambinae.

## Soorten
- T. afghanella Bleszynski, 1965
- T. afra Baker, 1894
- T. arenella Ragonot, 1887
- T. cashmirensis Hampson, 1919
- T. cornutella Wang & Sung, 1982
- T. chamylella Staudinger, 1900
- T. dilatalis Christoph, 1889
- T. erenhotica Wang & Sung, 1982
- T. evidens Kozakevich, 1979
- T. gigantalis Filipjev & Djakonov, 1924
- T. grisescens Filipjev & Djakonov, 1924
- T. menetriesi Hampson, 1900
- T. mongolica Bleszynski, 1965
- T. pallidalis Hampson, 1900
- T. povolnyi Roesler, 1975
- T. pulcherrimus Staudinger, 1870
- T. qinghaiella Wang & Sung, 1982
- T. quercella (Denis & Schiffermüller, 1775)
- T. renetae Ganev & Hacker, 1984
- T. wockei Filipjev, 1928